# Yutz
Yutz – miejscowość i gmina we Francji, w regionie Grand Est, w departamencie Mozela.
Według danych na rok 1990 gminę zamieszkiwało 13 920 osób, a gęstość zaludnienia wynosiła 996 osób/km² (wśród 2335 gmin Lotaryngii Yutz plasuje się na 24. miejscu pod względem liczby ludności, natomiast pod względem powierzchni na miejscu 378.).